# Mike Rann

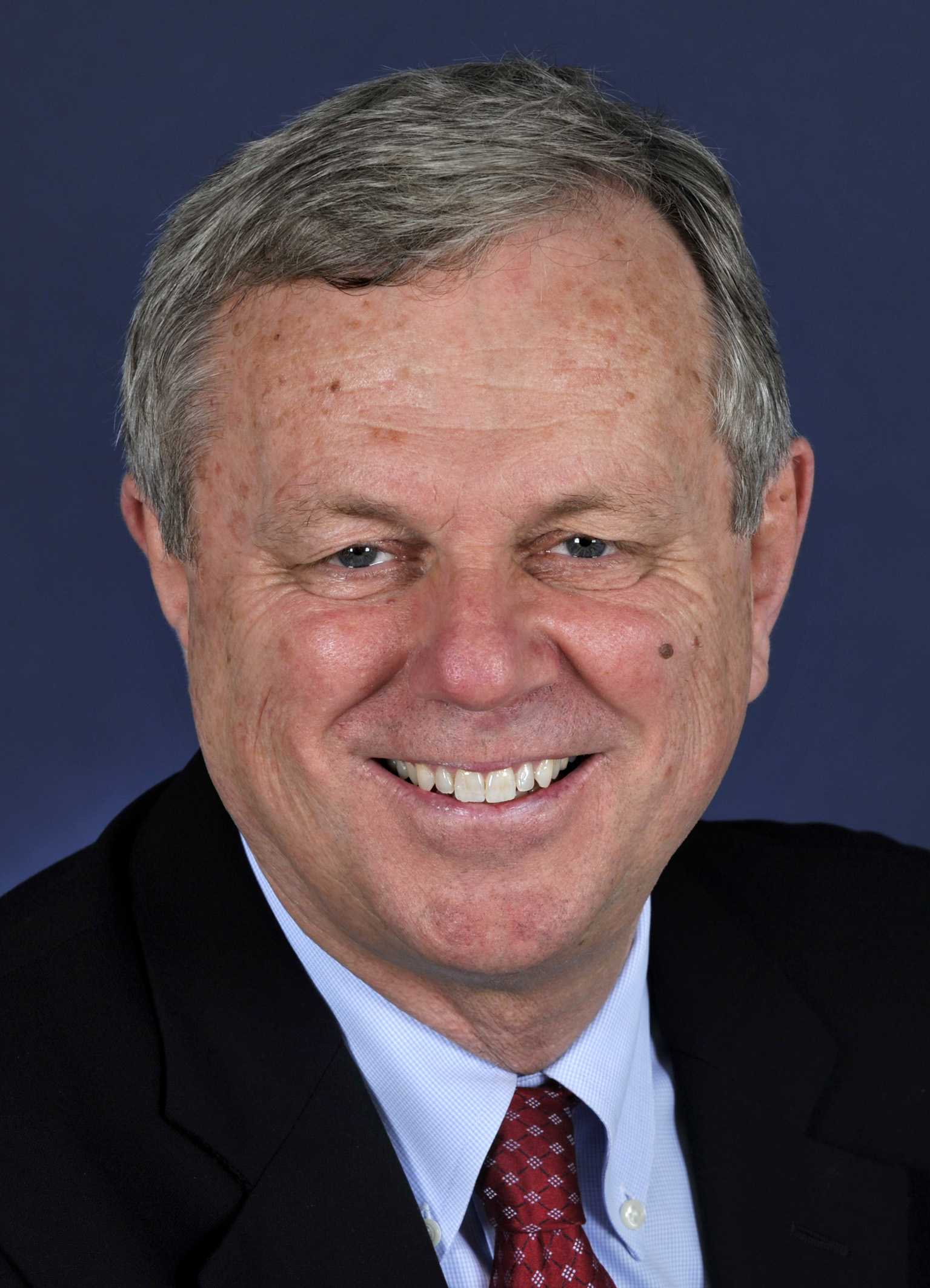
Mike Rann (5. November 2012)

Hon. Michael „Mike“ David Rann, AC, CNZM (* 5. Januar 1953 in Sidcup, Kent, England) ist ein Politiker der Australian Labor Party (ALP), der unter anderem von 1985 bis 2012 Mitglied des South Australian House of Assembly war, zahlreiche Ministerämter bekleidete sowie zwischen 2002 und 2011 Premierminister von South Australia war. Er war ferner zwischen 2013 und 2014 Hochkommissar im Vereinigten Königreich sowie von 2014 bis 2016 Botschafter in Italien und als solcher auch in Albanien, Libyen und San Marino akkreditiert.

## Leben

### Journalist, Abgeordneter und Minister
Michael „Mike“ David Rann wanderte vom Vereinigten Königreich mit seinen Eltern zunächst nach Neuseeland aus, wo er nach dem Besuch des Northcote College zunächst ein grundständiges Studium an der University of Auckland absolvierte, welches er mit einem Bachelor of Arts (BA) beendete. Ein anschließendes postgraduales Studium der Politikwissenschaften an der University of Auckland schloss er mit Auszeichnung mit einem Master of Arts (MA (Hons)) ab. Daraufhin zog er 1977 nach South Australia, um als Erster Pressesekretär im Stab von Don Dunstan zu arbeiten, der zwischen 1967 und 1968 sowie erneut von 1970 bis 1979 Premier dieses Bundesstaates war. Er war zudem als Journalist tätig.
Am 7. Dezember 1985 wurde Rann für die Australian Labor Party im neu geschaffenen Wahlkreis Briggs erstmals zum Mitglied der South Australian House of Assembly gewählt, des Unterhauses des Parlaments von South Australia, und vertrat diesen Wahlkreis bis zu dessen Auflösung am 10. Dezember 1993. Zu Beginn seiner Parlamentszugehörigkeit war er zwischen dem 19. Dezember 1985 und dem 14. Dezember 1989 Mitglied des Ständigen Ausschusses für öffentliche Arbeiten. In der Regierung von Premier John Bannon übernahm er zunächst vom 14. Dezember 1989 bis zum 4. September 1992 das Amt als Minister für Beschäftigung und Weiterbildung (Minister of Employment and Further Education). In der darauf folgenden Regierung von Premier Lynn Arnold fungierte er anfangs vom 4. September bis zum 1. Oktober 1992 weiterhin als Minister für Beschäftigung und Weiterbildung sowie im Anschluss zwischen dem 1. Oktober 1992 und dem 14. Dezember 1993 als Minister für Wirtschaft und regionale Entwicklung (Minister of Business and Regional Development) und zugleich vom 1. Oktober 1992 bis zum 3. September 1993 als (Minister of State Services).

### Aufstieg zum Parteivorsitzenden und Oppositionsführer
Bei der Wahl am 11. Dezember 1993 erlitt die Labour Party eine empfindliche Niederlage gegen die Liberal Party of Australia. Dabei verlor sie 13 ihrer bislang 23 Parlamentssitze, während die Liberalen 15 Mandate hinzugewann und nunmehr mit 37 der 47 Sitze in der Legislativversammlung über eine deutliche absolute Mehrheit verfügte. Rann wurde als Nachfolger von Lynn Arnold im Wahlkreis Ramsay wieder zum Mitglied der Legislativversammlung und vertrat diesen Wahlkreis mehr als 18 Jahre lang bis zum 13. Januar 2012, woraufhin seine Parteifreundin Zoe Bettison diesen Wahlkreis übernahm. Unter dem Parteivorsitzenden Lynn Arnold wurde er zudem am 14. Dezember 1993 als Nachfolger von Frank Blevins stellvertretender Vorsitzender der South Australian Labor Party und bekleidete diese Funktion bis zu seiner Ablösung durch Ralph Clarke am 20. September 1994. Als stellvertretender Parteivorsitzender übernahm er zwischen dem 14. Dezember 1993 und dem 20. September 1994 die Funktion als stellvertretender Oppositionsführer. Am 26. Mai 1994 wurde ihm der Höflichkeitstitel The Honourable verliehen. Nach dem Rücktritt von Lynn Arnold und dessen Mandatsverzicht wurde Mike Rann am 20. September 1994 sowohl Vorsitzender der South Australian Labour Party als auch Oppositionsführer in der South Australian House of Assembly.
Bei den Wahlen am 11. Oktober 1997 gewannen die Liberalen von Premierminister John Olsen aufgrund des Wahlsystems mit 40,4 Prozent der Stimmen 23 Sitze im 47 Sitze umfassenden Parlament, während die Labor Party unter Mike Rann sich mit 35,16 Prozent der Stimmen auf 21 Mandate verbessern konnte. Die drei übrigen Sitze fielen an die beiden Parteilosen Rory McEwen und Mitch Williams sowie an Karlene Maywald von der National Party of Australia, die alle drei die Fortsetzung der liberalen Regierung unterstützten, so dass die Labour Party unter Rann weiterhin in der Opposition verblieb. Für seine Verdienste wurde ihm am 1. Januar 2001 anlässlich des 100-jährigen Bestehens des Australischen Bundes die Centenary Medal verliehen.

### Premierminister von South Australia

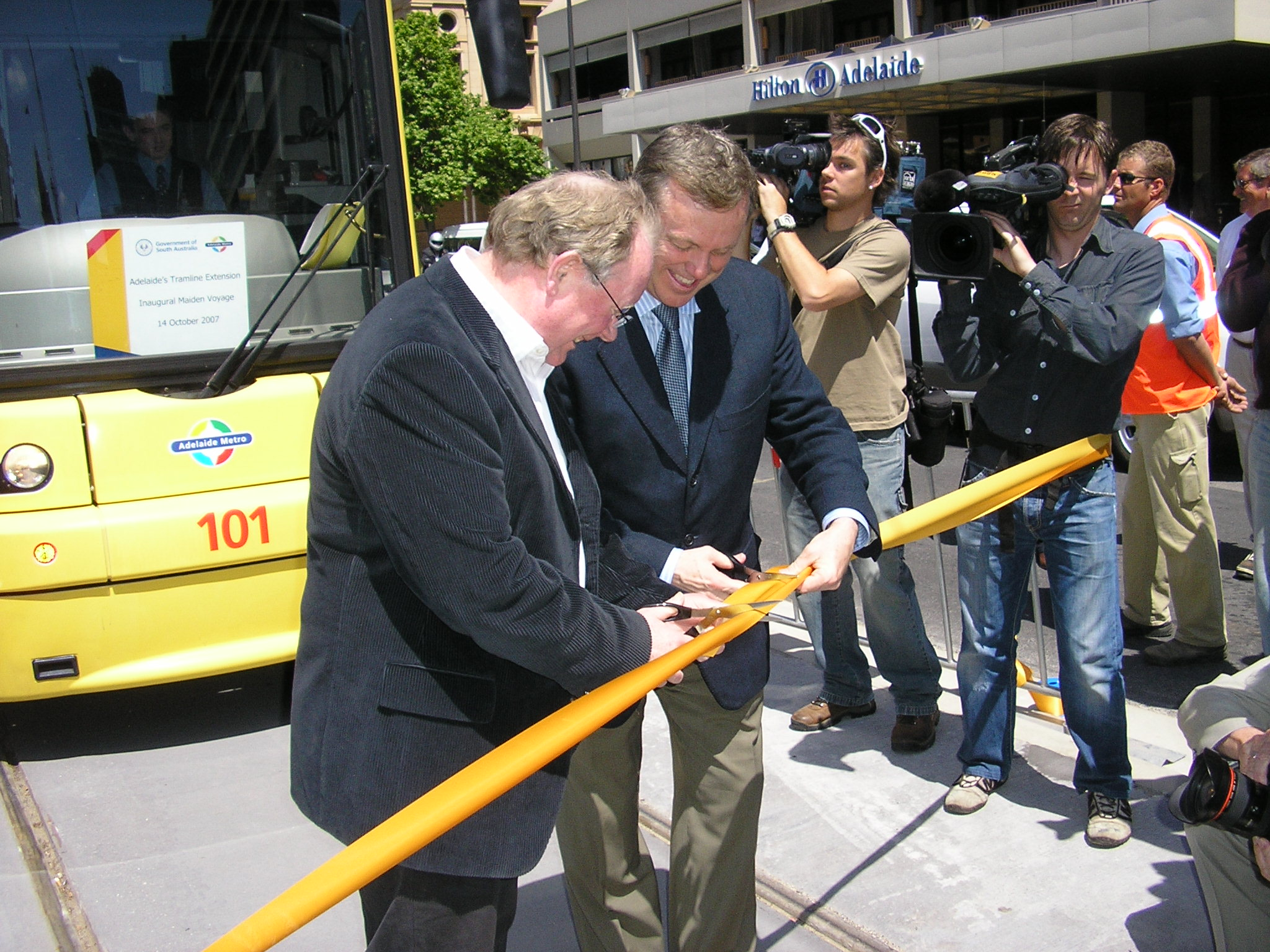
Premierminister Mike Rann (rechts) und Verkehrsminister Patrick Conlon (links) eröffneten am 14. Oktober 2007 die Verlängerung der Straßenbahn Adelaide.

Bei den Wahlen am 9. Februar 2002 erhielt die Australian Labor Party unter Rann aufgrund des Wahlsystems 36,7 Prozent der Stimmen und 23 Sitze, die Liberal Party unter dem nunmehrigen Premier Rob Kerin 39,7 Prozent und 20 der 47 Sitze in der Legislativversammlung. Die vier restlichen Sitze gingen an die beiden Parteilosen Bob Such und Rory McEwen, an Karlene Maywald von der National Party of Australia sowie an parteilosen, bisherigen Liberalen Peter Lewis.
Während Such, McEwen und Maywald eine Fortsetzung der liberalen Regierung favorisierten, unterstützte Lewis die Bildung einer Regierung der Labor Party. Da Labor damit über 24 Sitze und damit eine knappe absolute Mehrheit verfügte, wurde der Vorsitzende der Labor Party und bisherige Oppositionsführer Mike Rann am 5. März 2002 neuer Premier. In seiner Regierung übernahm er zudem zahlreiche Ministerämter und war zwischen dem 5. März 2002 und dem 21. Oktober 2011 durchgängig Minister für wirtschaftliche Entwicklung (Minister of Economic Development), Minister für Künste (Minister for The Arts) sowie Mitglied des Exekutivrates (Executive Council). Des Weiteren war er vom 5. März 2002 bis zum 23. März 2006 Minister für Freiwilligenarbeit (Minister for Volunteers) sowie zwischen dem 5. März 2004 und dem 21. Oktober 2011 Minister für soziale Inklusion (Minister for Social Inclusion). Des Weiteren fungierte er zwischen dem 17. März 2005 und dem 23. März 2006 als Minister für Stadtentwicklung und Planung (Minister for Urban Development and Planning), als Verkehrsminister (Minister for Transport) sowie zudem als Minister für Wissenschaft und Informationswirtschaft (Minister for Science and Information Economy). Am 7. Oktober 2005 eröffnete er Premierminister John Howard das neue Terminal am Flughafen Adelaide.

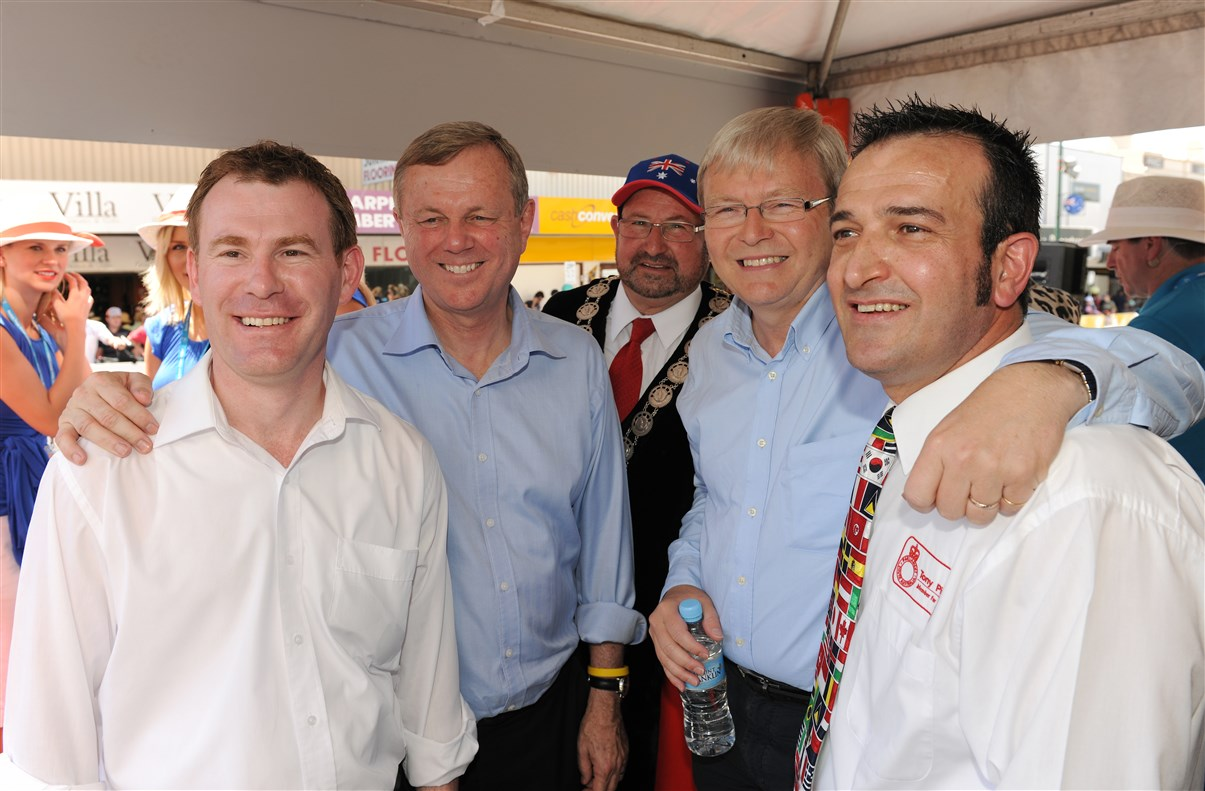
Rann (2.v.l.) mit den Politikern Nick Champion (Abgeordneter), Brian Sambell (Bürgermeister von Gawler), Kevin Rudd (Premierminister Australiens) und Tony Piccolo (Abgeordneter) bei einem Wahlkampfauftritt in Gawler (19. Januar 2010).

Bei den Parlamentswahlen am 18. März 2006 gewann die Labour Party 28 von 47 Sitzen, die Liberal Party 15, die National Party ein Mandat und Unabhängige drei Sitze. Im Zuge einer darauf folgenden Umbildung der Regierung übernahm er zwischen dem 23. März 2006 und dem 21. Oktober 2011 auch das Amt als Minister für Nachhaltigkeit und Klimawandel (Minister for Sustainability and Climate Change). Er fungierte vom 2. bis zum 3. März 2009 für einen Tag als Minister für Straßensicherheit (Minister for Road Safety), als Minister für regionale Entwicklung (Minister for Regional Development), als Minister für Glücksspiel (Minister for Gambling), als Minister für Forstwirtschaft (Minister for Gambling), als Minister für Justizvollzugsdienste (Minister for Correctional Services), als Minister für Landwirtschaft, Ernährung und Fischerei (Minister for Agriculture, Food and Fisheries) sowie als Beigeordneter Minister beim Minister für multikulturelle Angelegenheiten (Minister Assisting the Minister for Multicultural Affairs). Auf Vorschlag von Rann und mit der finanziellen Unterstützung der Regierung des Bundesstaates South Australia wurde 2009 das Adelaide Symphony Orchestra (ASO) beauftragt, im Kontext zum Klimawandel die Weltpremiere von Gerard Brophys The Blue Thread, inspiriert vom Murray River, zur Aufführung zu bringen. Die Premiere fand am 27. November 2010 in der Adelaide Town Hall statt. Im April 2009 genehmigte die Regierung den Abbau in der Honeymoon-Uran-Mine sowie in der Four-Mile-Uran-Mine, nachdem die ALP zwei Jahre zuvor die Drei-Minen-Politik aufgegeben hatte. 2009 wurde er Companion des New Zealand Order of Merit (CNZM). Am 17. Februar 2010 kündigte er das AU-$ 445 Mio. teure Projekt des Southern Expressway an, das auch einen AU-$ 75 Mio. teuren Autobahnanschluss in Darlington beinhaltete, der jedoch später gestrichen wurde.
Bei den Parlamentswahlen am 20. März 2010 erhielt die Liberale Partei zwar 41,7 Prozent der Stimmen, wegen des Wahlsystems jedoch nur 18 von 47 Sitzen, während die Labour Party mit 37,5 Prozent der Wählerstimmen 26 Mandate bekam. Die Grünen verpassten mit 8,1 Prozent den Einzug in die Legislativversammlung, während mit Don Pegler, Geoff Brock und Bob Such drei Unabhängige in dieser vertreten waren. Die Wahlbeteiligung liegt bei 92,8 Prozent. Rann bildete darauf als Premier erneut eine Regierung bekleidete dieses Amt bis zu seinem Rücktritt am 21. Oktober 2011, woraufhin Jay Weatherill seine Nachfolge antrat. Nach seinem Mandatsverzicht schied er schließlich am 13. Januar 2012 aus der Legislativversammlung aus.

### Hochkommissar und Botschafter
Als Nachfolger von John Dauth übernahm Mike Rann 2013 das Amt als Hochkommissar im Vereinigten Königreich und verblieb auf diesem diplomatischen Posten in London bis zu seiner Ablösung durch Alexander Downer 2014. Er selbst wurde 2014 Nachfolger von David James Ritchie Botschafter in Italien und war als solcher bis zu seiner Ablösung durch Greg French 2016 auch in Albanien, Libyen und San Marino akkreditiert
Nach seiner Rückkehr wurde Rann 2016 Chief Executive Officer der Rann Strategy Group. Für seine herausragenden Verdienste um das Parlament und die Gemeinschaft von Südaustralien, insbesondere als Premierminister, durch weitreichende Politikgestaltung und -umsetzung sowie für die Förderung der diplomatischen, Handels- und Kulturbeziehungen Australiens wurde er im Zuge des Australia Day am 26. Januar 2016 zum Companion des Order of Australia (AC) ernannt.
Seine erste Ehe mit Jenny Russell wurde geschieden. In zweiter Ehe ist er seit 2006 mit Sasha Carruozzo verheiratet.

## Hintergrundliteratur
- Parliament of South Australia: Statistical Record of the Legislature 1836–2007 (Memento vom 11. März 2019 im Internet Archive)
- Robert Martin: Responsible Government in South Australia, Band 2, Wakefield Press, 2009, ISBN 978-1-8625-4-8442, S. 83 f. (Onlineversion (Auszug))